# 대한민국 건국강령
대한민국 건국강령(大韓民國建國綱領)은 1941년 11월 대한민국 임시정부가 발표한 새 민주국가의 건설을 위한 강령이다.

## 구성
제1장 <총강(總綱)> 7개조, 제2장 <복국(復國)> 10개조, 제3장 <건국> 7개조 등 합계 24개조로 구성된 문장으로, 1931년에 발표한 건국원칙에 입각하여 행동방략(行動方略)을 구체화한 것이다. 이것은 삼균제도(三均制度)를 정치이념으로 하고 독립(광복) 후 새 나라의 건국을 위한 일종의 청사진(靑寫眞)을 밝힌 것으로 1944년 제5차 개정임시헌장의 기초가 되었고, 1948년 7월 제정된 대한민국 헌법 기초에도 중요한 참고자료가 되었다.

## 내용
그 내용을 보면, 임시정부의 법통(法統)을 단군 이래의 민족사와 3·1운동에 두고, 홍익인간과 삼균주의의 정치이상을 밝힌 다음, 광복운동을 제1기, 제2기, 완성기의 3기로 나누어 각 단계에 해야 할 일을 명시하였으며, 독립 후의 건국과정을 역시 삼균제도의 강령·정책 입안의 제1기, 헌법시행·삼균제도 집행의 제2기, 이를 완성하는 완성기의 3기로 분류하였다. 또한 헌법 제정상의 원칙, 중앙 및 지방의 정치기구 구성원칙, 건국 직후의 경제정책·교육정책 등을 상세히 규정한 바, 그 성격은 민족주의·민주주의·사회주의 이상을 종합한 것으로 볼 수 있다. 이 강령은 일본 제국으로부터 독립한 이후 대한민국 정부가 한반도 내에 수립되는 과정에 기여하였으나, 조선민주주의인민공화국의 건국과는 무관하다.

## 갤러리

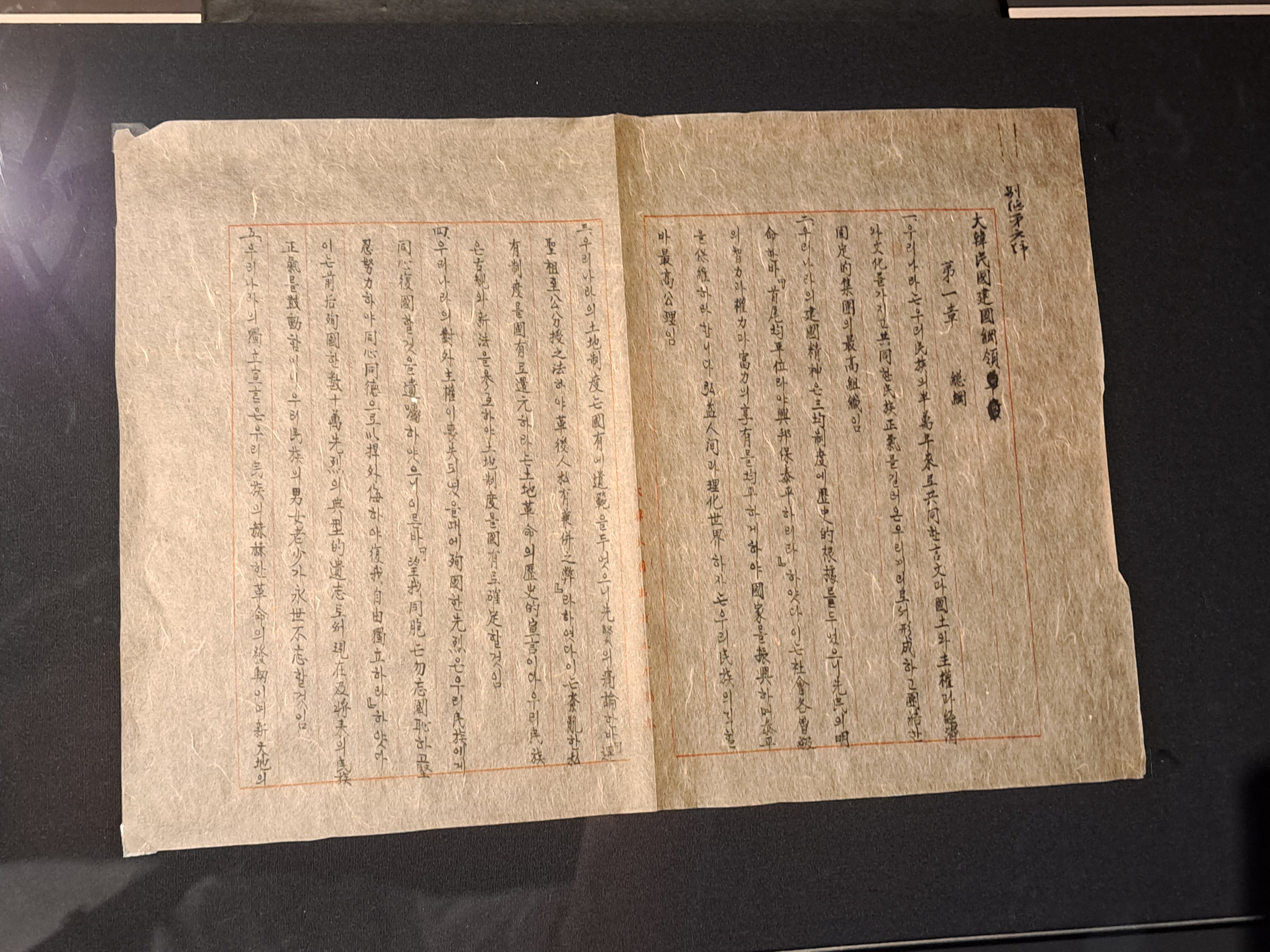
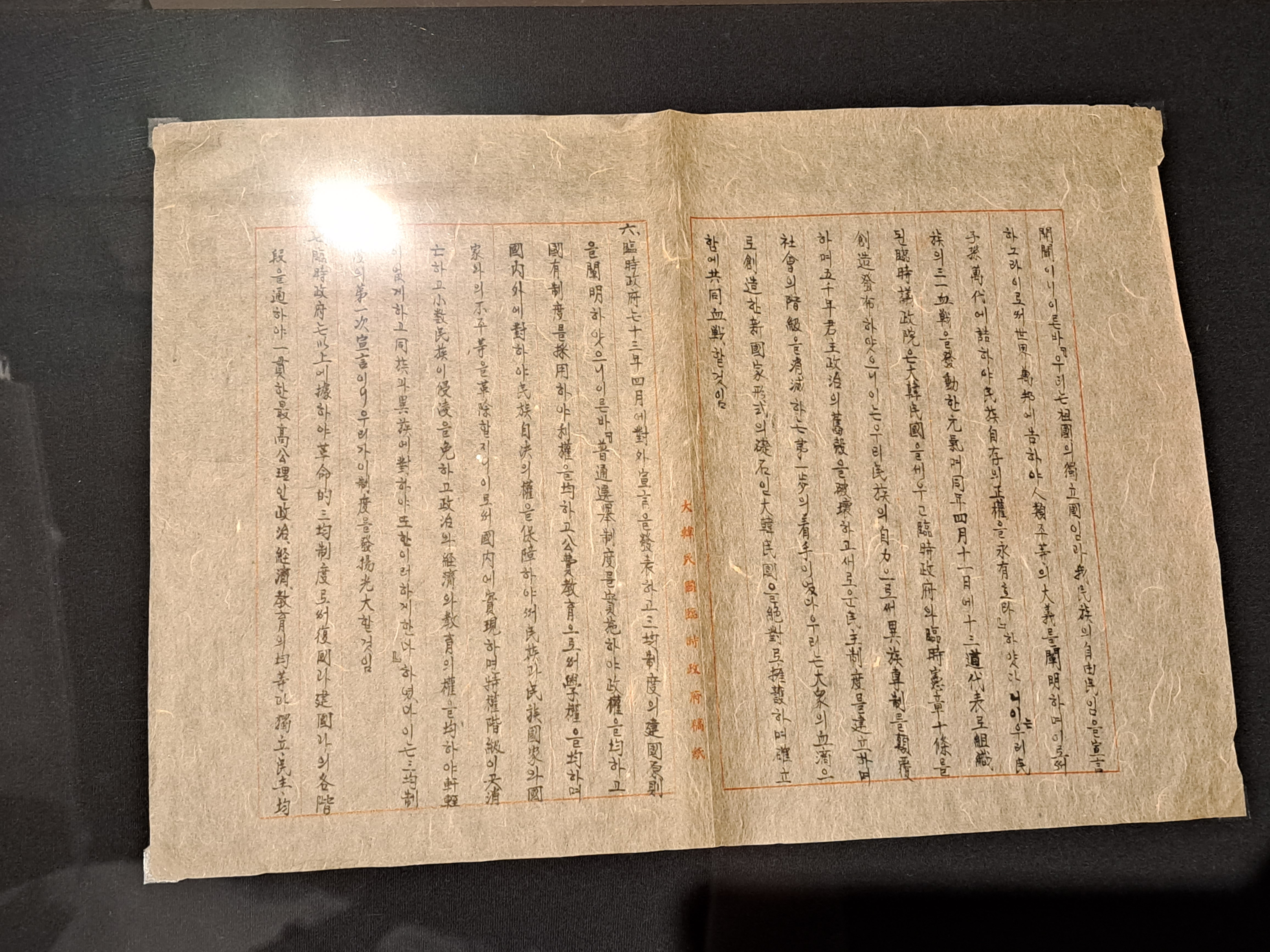
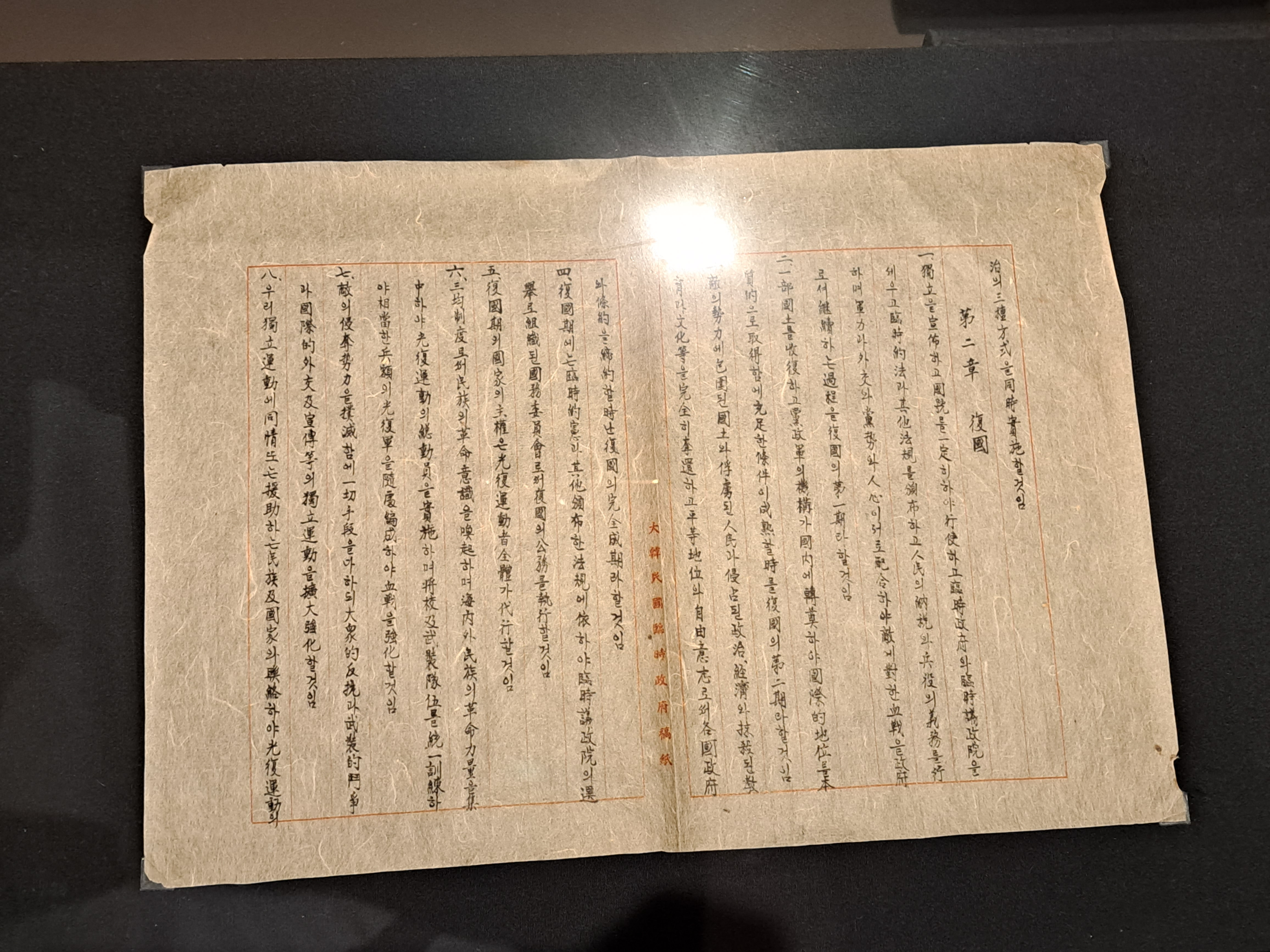
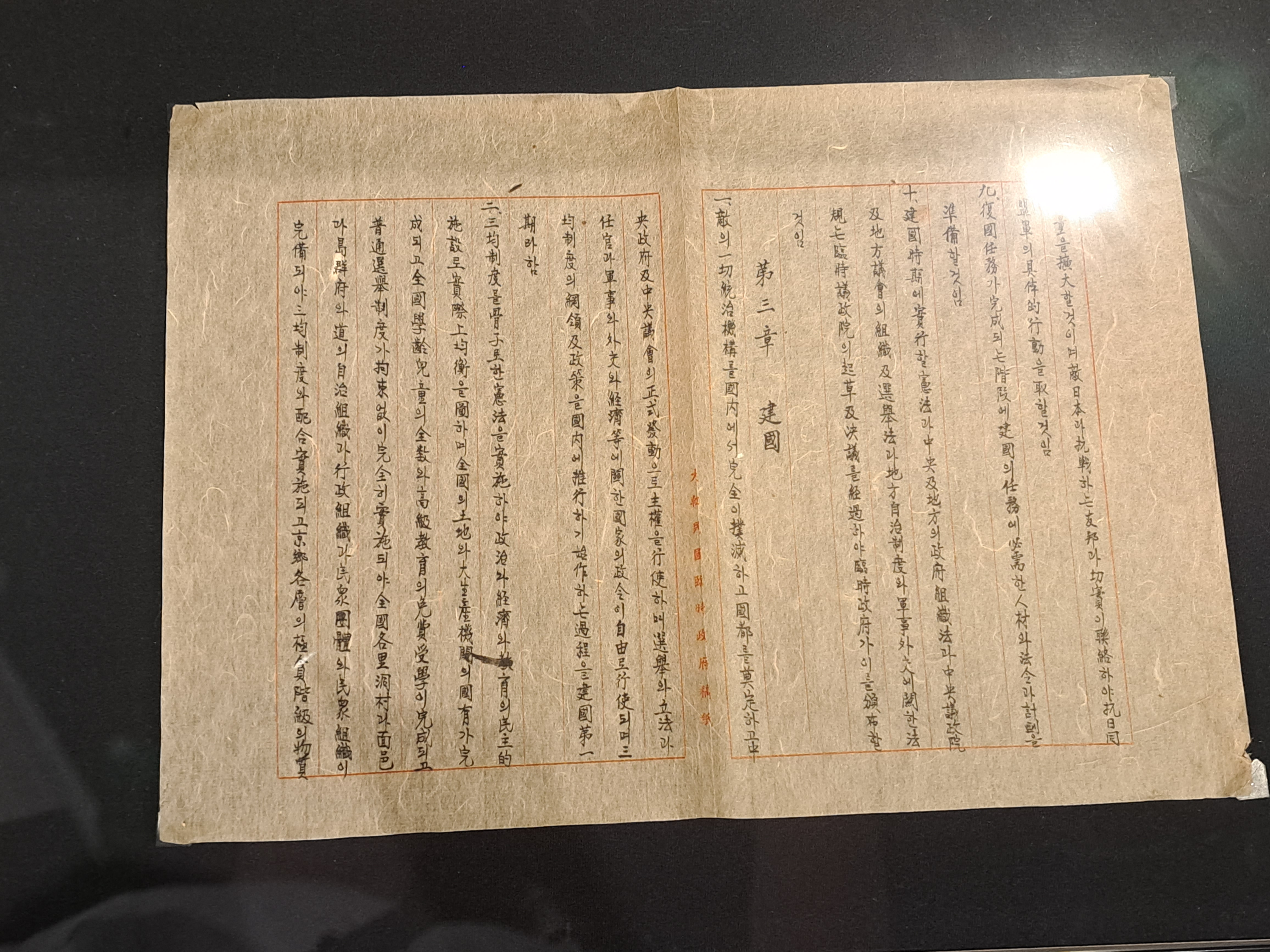
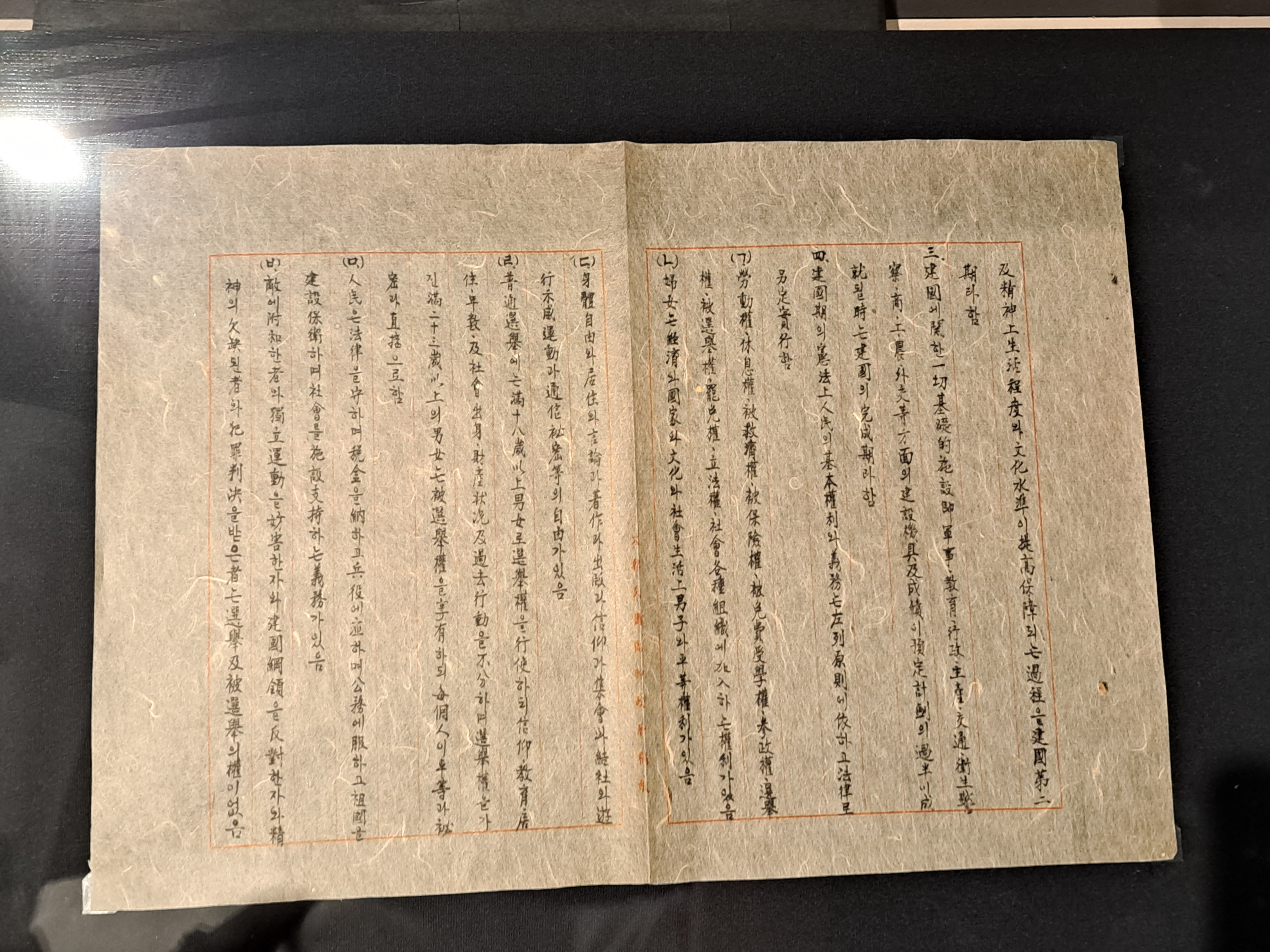
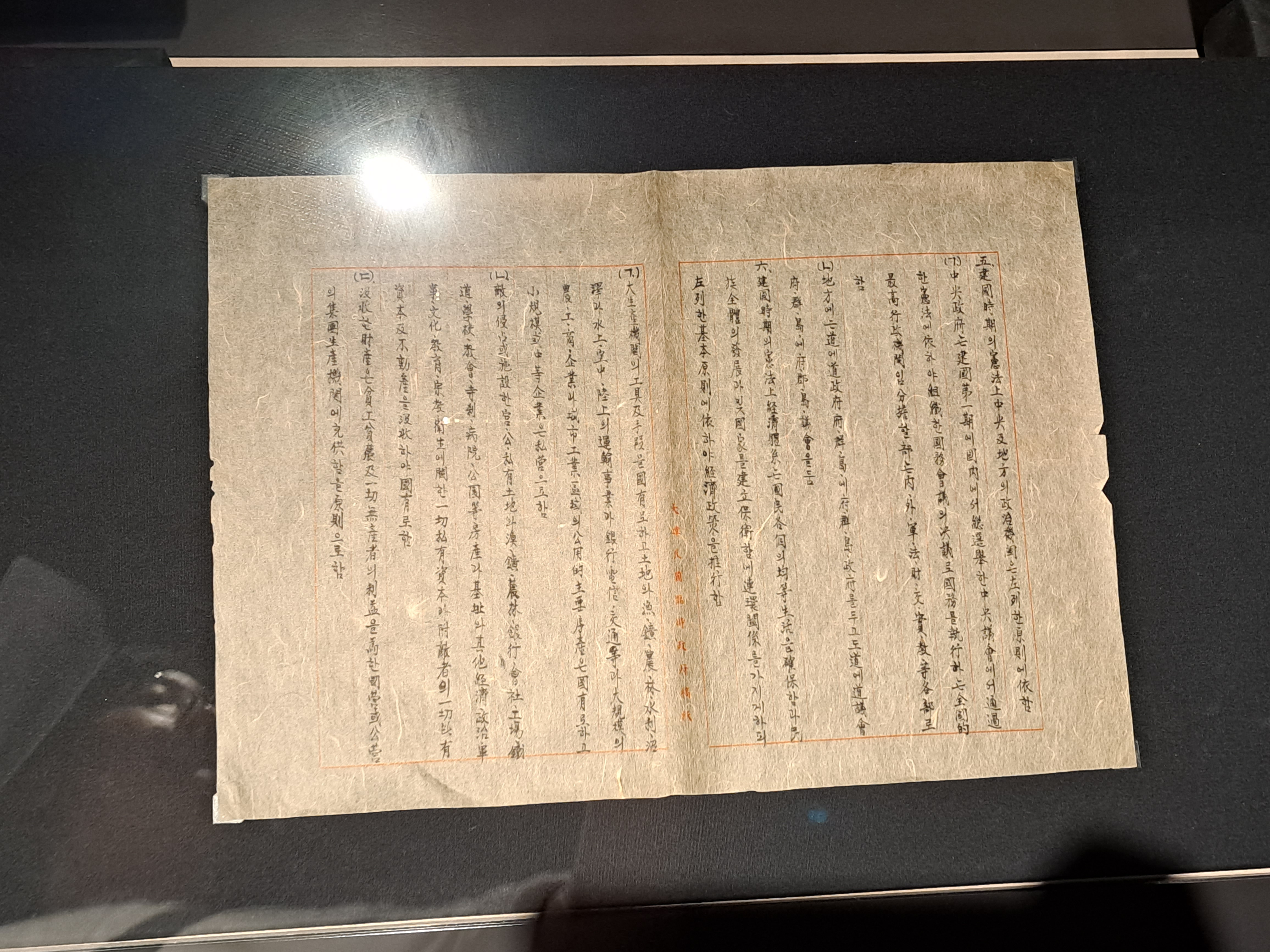
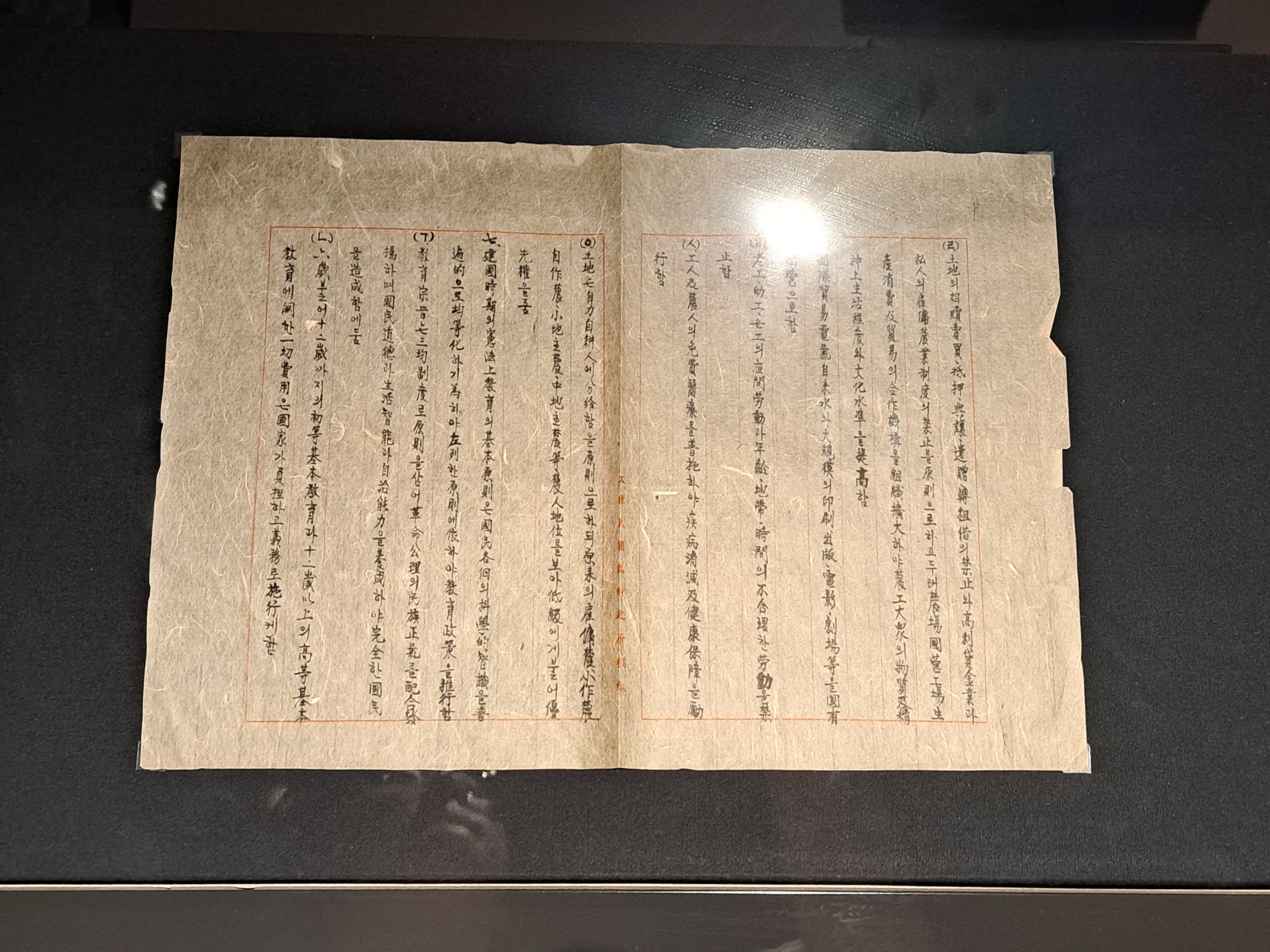
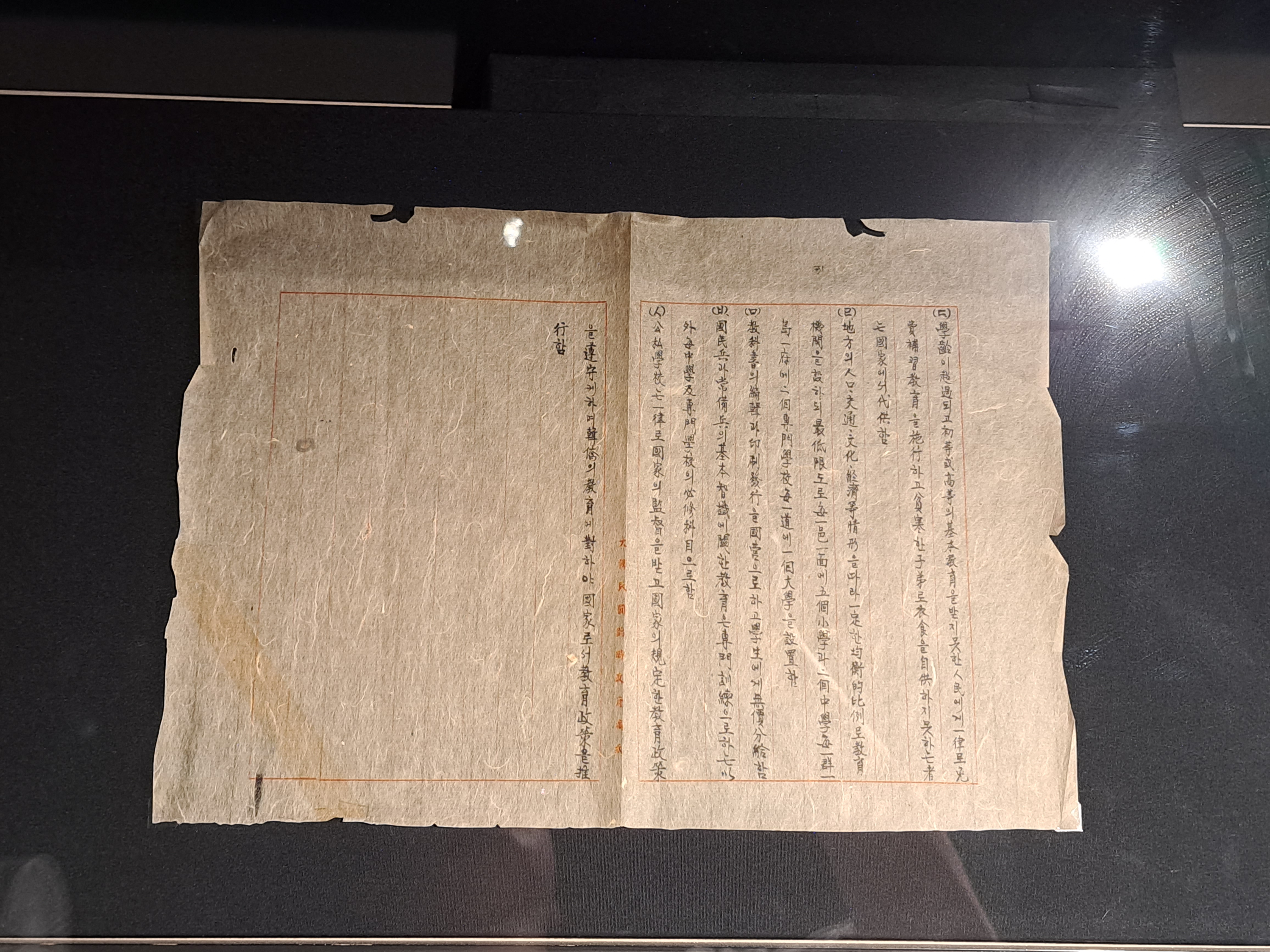